# María Socas

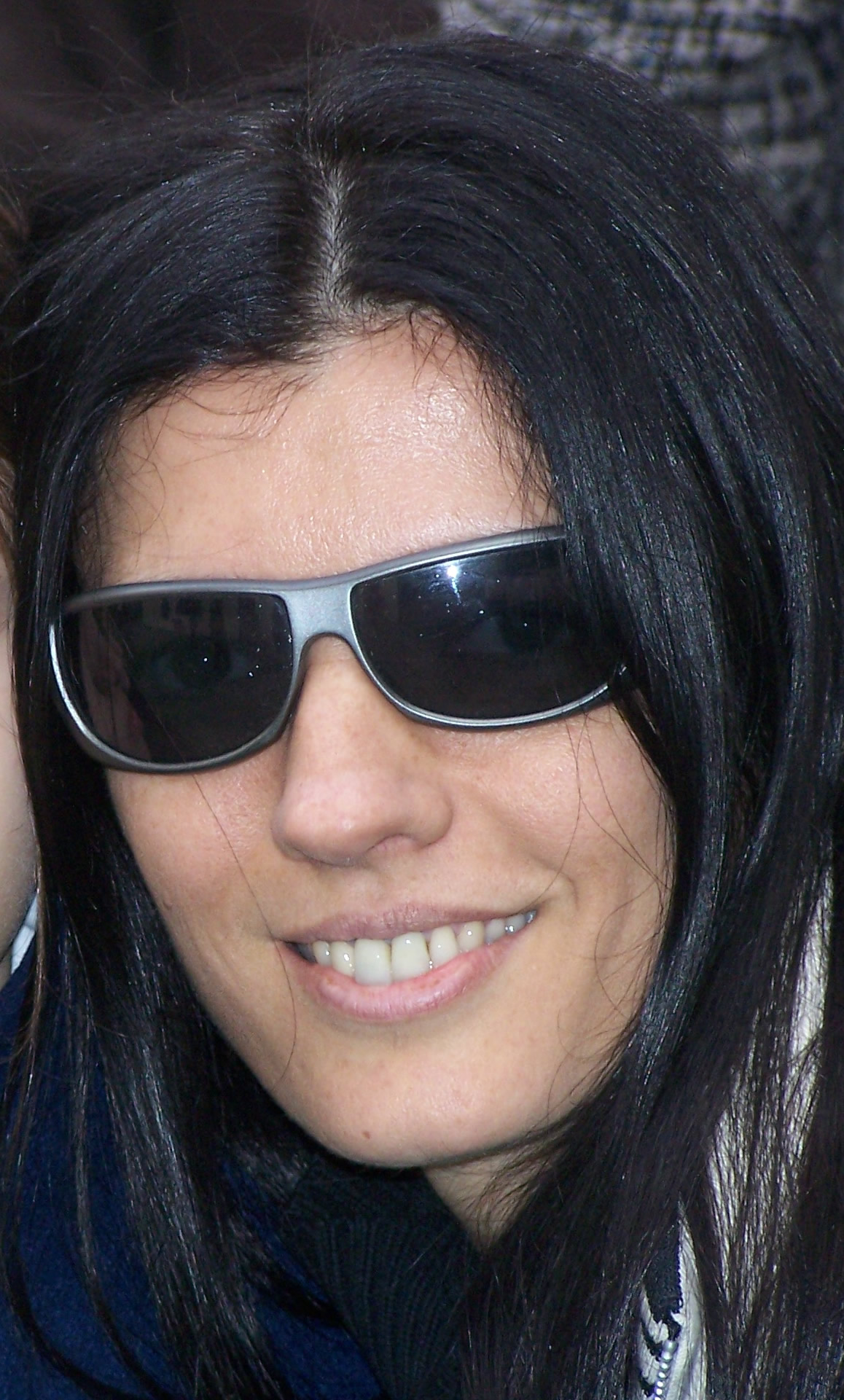
María Socas (2013)

María Antonia Socas Ortiz Lanús (* 12. August 1959 in Buenos Aires; † 10. Dezember 2024 ebenda) war eine argentinische Schauspielerin. Sie begann Anfang der 1980er Jahre in einer Reihe von sogenannten Barbaren- und Sword-and-sorcery-Filmen – Abenteuerfilme mit Fantasyelementen – in spärlich bekleideten Rollen mit dem Filmschauspiel. Später verkörperte sie überwiegend größere Serienrollen in argentinischen Fernsehserien.

## Leben
Socas wurde am 12. August 1959 in Buenos Aires geboren. Nach ihrer allgemeinen Schulzeit begann sie eine Ausbildung zur Schauspielerin. Nach ersten Bühnenstücken sammelte sie erste Erfahrungen als Filmschauspielerin Anfang der 1980er Jahre. Sie erhielt unter anderen Nebenrollen in Schmutziger Kleinkrieg von 1983 oder in Die Kinder des Krieges von 1984. Im selben Jahr übernahm sie die weibliche Hauptrolle der Zauberin Naja im Abenteuerfilm Der Krieger und die Hexe an der Seite von David Carradine. Mit Wizards of the Lost Kingdom aus dem Jahr 1985 folgten weitere Besetzungen in diesem Filmgenre. 1987 spielte sie in über 150 Episoden der Fernsehserie Grecia die Rolle der Jorgelina. In den nächsten Jahren wechselte ihr schauspielerischer Fokus in die Darstellung meist einer der Antagonisten in verschiedenen Telenovelas und Theaterstücken. Größere Serienrollen hatte sie als Gabriela in El día que me quieras von 1994, als Lucía in Maridos a domicilio und Sandra in El precio del poder beide von 2002 sowie der Rolle der Dolores Azcurra in 159 Episoden der Fernsehserie Mujeres de nadie zwischen 2007 und 2008. Zuletzt trat sie 2017 schauspielerisch in Erscheinung, ihr Schaffen umfasst mehr als 40 Produktionen für Film und Fernsehen.
María Socas starb im Dezember 2024 im Alter von 65 Jahren nach langer Krankheit.

## Filmografie (Auswahl)
- 1983: Schmutziger Kleinkrieg (No habrá más penas ni olvido)
- 1984: Die Kinder des Krieges (Los chicos de la guerra)
- 1984: Der Krieger und die Hexe (The Warrior and the Sorceress)
- 1985: Wizards of the Lost Kingdom
- 1986: Brennendes Land (Soldier's Revenge)
- 1986: Sobredosis
- 1987: La clínica del Dr. Cureta
- 1987: Mystor – Der Todesjäger II (Deathstalker II)
- 1987: Grecia (Fernsehserie, 153 Episoden)
- 1988: El color escondido
- 1990: Hollywood Boulevard II
- 1990–1991: Atreverse (Fernsehserie, 8 Episoden)
- 1992: Foreign Affairs (Fernsehserie)
- 1992: Zona de riesgo (Fernsehserie, Episode 2x01)
- 1992: Amores (Fernsehserie)
- 1993: Cartas de amor en cassette (Fernsehserie, 19 Episoden)
- 1994: Muerte dudosa
- 1994: La marca del deseo (Fernsehserie, 13 Episoden)
- 1994: El día que me quieras (Fernsehserie, 39 Episoden)
- 1997: Milady, la historia continúa (Fernsehserie, 3 Episoden)
- 1998: La condena de Gabriel Doyle (Fernsehserie, 8 Episoden)
- 2000: Tiempofinal (Fernsehserie, Episode 1x06)
- 2001: Código negro (Mini-Serie, Episode 1x01)
- 2002: Sin intervalo
- 2002: La entrega
- 2002: Kamchatka
- 2002: Maridos a domicilio (Fernsehserie, 39 Episoden)
- 2002: El precio del poder (Fernsehserie, 59 Episoden)
- 2003: Femenino masculino (Fernsehserie, Episode 1x01)
- 2003: El regreso
- 2003: El jardín primitivo
- 2005: Amor en custodia (Fernsehserie, Episode 1x01)
- 2006: Mujeres asesinas (Fernsehserie, Episode 2x14)
- 2006: Las manos
- 2006: Hermanos y detectives (Fernsehserie, Episode 1x02)
- 2007: Ese mismo loco afán
- 2007–2008: Mujeres de nadie (Fernsehserie, 159 Episoden)
- 2009: Paco
- 2012: Las voces
- 2013: Historias de corazón (Mini-Serie, Episode 1x21)
- 2014: Santos y pecadores (Mini-Serie, Episode 1x12)
- 2014: La celebración (Mini-Serie, Episode 1x05)
- 2015: El espejo de los otros
- 2017: El Maestro (Mini-Serie, 9 Episoden)